# Likiep
Likiep – atol wchodzący w skład Wysp Marshalla na Oceanie Spokojnym (grupa wysp Ratak Chain). Według danych za rok 2011 atol zamieszkiwało łącznie 401 osób (spadek w stosunku do 1999 roku, kiedy to liczba ta wynosiła 527), na wyspach znajdowało się 96 domów. Zlokalizowane jest tu także lotnisko (kod IATA: LIK).
Atol został odkryty przez Ruya Lópeza de Villalobosa w 1543 lub Miguela Lópeza de Legazpi w 1564. Był zbadany przez wyprawę Otta von Kotzebue 3 listopada 1817. W 1877 roku portugalski kupiec José de Brum i jego niemiecki wspólnik Adolph Capelle kupili prawa do atolu od lokalnego wodza Jortoki za towary warte w tym czasie 1250 dolarów. W 1888 wyspy stały się własnością przedsiębiorstwa Capelle & Co., a po jego bankructwie przeszły w ręce firmy Deutsche Handels-und Plantagen-Gesellschaft der Südsee Inseln zu Hamburg.
Na terenie Likiep znajdują się istotne z punktu widzenia historycznego budynki, ich pozostałości i inne struktury pochodzące z okresu kolonizacji niemieckiej – lat 1880–1937 (The Likiep Village Historic Site znajdujące się na wstępnej liście UNESCO). W tym czasie atol miał pewne znaczenie gospodarcze, głównie ze względu na produkcję kopry. W 1910 roku pozyskano stąd rekordowo ponad 283 tony surowca. Zbliżające się do tego rezultatu ilości kopry wytwarzano także w końcu lat 70. XX wieku.
Poza uprawą i przetwórstwem palmy kokosowej mieszkańcy zajmują się rybołówstwem i rękodziełem.

## Geografia i przyroda
Likiep leży 55 km na południe od atolu Maloelap, znajduje się w zachodniej części archipelagu Ratak. Składa się z 64 wysp (według innego źródła wysp jest 65) m.in. Mwaat, Emejiwan, Kapenor, Lukunor, Etoile, Likiep, Lado, Jibal, Meron, o łącznej powierzchni 10,26 km². Łączna powierzchnia laguny wynosi 424,01 km². Atol tworzy strukturę zorientowaną w kierunkach północno-zachodnim – południowo-wschodnim, jego maksymalna szerokość to 46 km. Ma kształt zbliżony do trapezu. Na atolu znajduje się najwyżej położony punkt na Wyspach Marshalla – nienazwane wzniesienie osiąga 10 m n.p.m. W przeszłości atol określano nazwami: Count Heyden, Graf Heyden, Hayden, Legieb i Ligieb.
W pokryciu terenu dominują uprawy palmy kokosowej. Około 10% wyspy Likiep zajmują tereny zabudowane. Pozostałości roślinności leśnej to w różnych miejscach czasem tylko pojedyncze drzewa takich gatunków jak: Calophyllum inophyllum, Artocarpus incisus i pandany. Pospolita jest tu Vigna marina, gatunki z rodzaju Cenchurus i różne trawy. Przy brzegu morskim rosną: Portulaca pilosa, Scaevola taccada i Ipomoea pes-carpae.
W 1967 r. stwierdzono występowanie na Likiep 11 gatunków ptaków (w tym atolówka), z czego 7 potencjalnie lęgowych. Poza zwierzętami domowymi występuje tu m.in. szczur polinezyjski i wędrowny.